# Tour de Flandes 1972
El Tour de Flandes 1972 va ser la 56a edició del Tour de Flandes. La cursa es disputà el 9 d'abril de 1972, amb inici a Gant i final a Merelbeke després d'un recorregut de 250 quilòmetres. El vencedor final fou el belga Eric Leman, que s'imposà a l'esprint en grupet de set ciclistes que arribaren junts a Merelbeke. Els també belgues André Dierickx i Frans Verbeeck foren segon i tercer respectivament.

## Classificació final
|    | Ciclista                  | Equip                            | Temps      |
| -- | ------------------------- | -------------------------------- | ---------- |
| 1  | Eric Leman (BEL)          | Bic                              | 6h 04' 20" |
| 2  | André Dierickx (BEL)      | Flandria-Beaulieu                | m. t.      |
| 3  | Frans Verbeeck (BEL)      | Watneys-Avia                     | m. t.      |
| 4  | Willy de Geest (BEL)      | Van Cauter-Magniflex-De Gribaldy | m. t.      |
| 5  | Roger Rosiers (BEL)       | Bic                              | m. t.      |
| 6  | Roger Swerts (BEL)        | Molteni                          | m. t.      |
| 7  | Eddy Merckx (BEL)         | Molteni                          | m. t.      |
| 8  | Alain Santy (FRA)         | Bic                              | + 20"      |
| 9  | Herman van Springel (BEL) | Molteni                          | m. t.      |
| 10 | Willy Planckaert (BEL)    | Goldor-IJsboerke                 | m. t.      |